# Edestidae
De Edestidae zijn familie van slecht bekende, uitgestorven haaiachtige, eugeneodontide holocephalide kraakbeenvissen. Net als bij de verwante familie Helicoprionidae, bezaten leden van deze familie een unieke tandkrans op de symphysis van de onderkaak en borstvinnen ondersteund door lange spaakbeenderen. Behalve een tandkrans op de onderkaak, had ten minste één soort van het geslacht Edestus een tweede tandkrans in de bovenkaak. Het palatoquadratum was ofwel gefuseerd met de schedel of verminderd. Edestiden, samen met de rest van de Eugeneodontida, worden in de Holocephali geplaatst. De familie verdween in het Vroeg-Trias.

## Geslachten
- Edestus
- Helicampodus
- Lestrodus
- Parahelicampodus
- Syntomodus